# Nuditheca tetrandra
Nuditheca tetrandra är en nässeldjursart som beskrevs av Nikolai Alexsandrovich Naumov 1960. Nuditheca tetrandra ingår i släktet Nuditheca och familjen Halopterididae. Inga underarter finns listade i Catalogue of Life.